# Oxfordi Metodista Intézet
Az Oxfordi Metodista Intézet (Oxford Institute of Methodist Theological Studies) egy 1958-ban alakult szervezet, amely a wesleyánus és metodista tradíció és teológiai munka világszintű támogatására és ápolására jött létre. Kezdetben négy évente, majd 1977-től ötévente tartja üléseit Oxfordban, a Wesley fivérek egykori tanulmányainak helyén, a Christ Church College-ban. Az Oxfordi Metodista Intézet a Metodista Világtanács tagszervezete. A legutóbbi, sorban a 13. ülésre 2013-ban került sor. Az ülések időpontjai: 1958, 1962, 1965, 1969, 1973, 1977, 1982, 1987, 1992, 1997, 2002, 2007, 2013. A 2013-as találkozón augusztus közepén a világ minden tájáról mintegy 140 küldött vett részt, a tanácskozás címe ez volt: "A világ a kereszténységen túl". A tudományos munka ebben az évben 10 plenáris ülésen és hat munkacsoportban valósult meg.